# Gerard Roig Gimeno
Gerard Roig Gimeno (València, segle xix - 1926) fou un arquitecte valencià titulat per l'Escola d'Arquitectura de Barcelona l'any 1882, i va ser arquitecte municipal de València.

## Biografia i obres
Arribà a exercir com a arquitecte municipal de la ciutat de València abans del 1888, però aspirà al càrrec d'arquitecte provincial de Saragossa, el qual finalment fou aconseguit pel seu col·lega Félix Navarro Pérez. Treballà un temps a la ciutat de Terol, encara que la major part de les seues obres les va fer a València: façana comercial per a Genoveva Bordohore al número 3 del carrer Matalafers (1903), edifici d'habitatges del número 6 del carrer Tossalet (1907), portalada comercial per a Miguel Llanos, al carrer de la Mar (1915), edifici d'habitatges per a Josep Lleó, al carrer Vivons (1922), així com alguns panteons funeraris al Cementeri de València i altres obres menors de conservació de monuments, cas de les Torres de Serrans de la ciutat del Túria.